# Presidenti del Turkmenistan
I presidenti del Turkmenistan si sono succeduti dal 1990.

## Presidenti del Turkmenistan
| # | Presidente | Presidente                | Partito politico                                                                                  | Mandato          | Mandato          |
| # | Presidente | Presidente                | Partito politico                                                                                  | Inizio           | Fine             |
| - | ---------- | ------------------------- | ------------------------------------------------------------------------------------------------- | ---------------- | ---------------- |
| 1 |            | Saparmyrat Nyýazow        | Partito Comunista del Turkmenistan (fino al 1991) Partito Democratico del Turkmenistan (dal 1991) | 2 novembre 1990  | 21 dicembre 2006 |
| 2 |            | Gurbanguly Berdimuhamedow | Partito Democratico del Turkmenistan (fino al 2013) Indipendente (dal 2013)                       | 21 dicembre 2006 | 19 marzo 2022    |
| 3 |            | Serdar Berdimuhamedow     | Partito Democratico del Turkmenistan                                                              | 19 marzo 2022    | in carica        |